# Comic Relief
Comic Relief è un'associazione inglese a favore dei bambini poveri.

## Storia
Nacque nel 1985 ad opera di alcuni attori che volevano fare qualcosa per aiutare il prossimo. L'idea di partenza era quella di far ridere la gente attraverso alcuni spettacoli per racimolare qualche soldo e allo stesso tempo farla divertire.
A tutt'oggi l'associazione sostiene gli stessi ideali, grazie a personalità celebri come Johnny Depp, Tony Christie e Woody Allen, che aiutano la fondazione in alcune sue rappresentazioni.

## Opere a sostegno (parziale)
A sostegno dell'associazione sono state pubblicate le seguenti opere:
- Due libri esterni alla serie di Harry Potter di J. K. Rowling: Gli animali fantastici: dove trovarli e Il Quidditch attraverso i secoli.
- Il gruppo britannico Spice Girls, ha girato il video Who Do You Think You Are per l'associazione Comic Relief
- Il singolo Just Can't Get Enough del 2009 della girl band britannica The Saturdays.
- La cover One Way or Another (Teenage Kicks) dei Blondie realizzata dai One Direction durante una campagna di beneficenza in Ghana.